# Daranovci
Daranovci (1869-ig Daranovac) falu Horvátországban Pozsega-Szlavónia megyében. Közigazgatásilag Bresztováchoz tartozik.

## Fekvése
Pozsegától légvonalban és közúton 9 km-re, községközpontjától légvonalban 2, közúton 3 km-re nyugatra, Szlavónia középső részén, a Pozsegai-hegység északi lejtőin, az Orljavica-pataktól és a Pozsegát Nova Gradiškával összekötő főúttól délre fekszik.

## Története
A határában fekvő Kamenjače sjever és Kamenjače jug nevű régészeti lelőhelyek leletei bizonyítják, hogy itt már a kőkorszakban is éltek emberek. Daranovci valószínűleg a középkorban is lakott település volt (bár ezt írásos forrás egyelőre nem támasztja alá), a Kamenjače jug nevű régészeti lelőhelyén késő középkori településre utaló leletek (főként finoman kidolgozott cseréptöredékek, téglatörmelék) is előkerültek. A török uralom idején muzulmán lakossága volt, akik a felszabadítás során Boszniába távoztak. 1697 körül katolikus horvátok és pravoszláv szerbek települtek ide. 1698-ban „Daranovczi” néven 6 portával szerepel a török uralom alól felszabadított szlavóniai települések összeírásában. A bresztováci uradalomhoz tartozott. Az első katonai felmérés térképén „Dorf Daranovczi” néven látható. Lipszky János 1808-ban Budán kiadott repertóriumában „Daranovácz” néven szerepel. Nagy Lajos 1829-ben kiadott művében „Daranovacz” néven 36 házzal és 278 katolikus vallású lakossal találjuk. 1857-ben 233, 1910-ben 319 lakosa volt. 1910-ben a népszámlálás adatai szerint teljes lakossága horvát anyanyelvű volt. Pozsega vármegye Pozsegai járásának része volt. Az első világháború után 1918-ban az új szerb-horvát-szlovén állam, majd később (1929-ben) Jugoszlávia része lett. 1991-ben lakosságának 99%-a horvát nemzetiségű volt. 2011-ben 183 lakosa volt.

## Lakossága
| Lakosság változása | Lakosság változása | Lakosság változása | Lakosság változása | Lakosság változása | Lakosság változása | Lakosság változása | Lakosság változása | Lakosság változása | Lakosság változása | Lakosság változása | Lakosság változása | Lakosság változása | Lakosság változása | Lakosság változása | Lakosság változása |
| ------------------ | ------------------ | ------------------ | ------------------ | ------------------ | ------------------ | ------------------ | ------------------ | ------------------ | ------------------ | ------------------ | ------------------ | ------------------ | ------------------ | ------------------ | ------------------ |
| 1857               | 1869               | 1880               | 1890               | 1900               | 1910               | 1921               | 1931               | 1948               | 1953               | 1961               | 1971               | 1981               | 1991               | 2001               | 2011               |
| 233                | 253                | 218                | 263                | 270                | 319                | 273                | 316                | 286                | 255                | 242                | 223                | 183                | 158                | 185                | 183                |